# كرفارياك (فليكا كلادوشا)
كرفاريفاك ( السيريلية : Црваревац) هي قرية في البوسنة والهرسك. وهي تقع في بلدية فليكا كلادوشا التابعة لكانتون يونا-سانا في اتحاد البوسنة والهرسك. طبقا لنتائج التعداد السكاني للبوسنة عام 2013، فقد كان عدد سكانها 860 نسمة.

## التركيبة السكانية

### التطور التاريخي للسكان
| 1961 | 1971 | 1981 | 1991 | 2013 |
| ---- | ---- | ---- | ---- | ---- |
| 458  | 599  | 846  | 911  | 860  |

## وصلات خارجية
- (بالإنجليزية) Maplandia